# Afrophlaeoba
Afrophlaeoba is een geslacht van rechtvleugeligen uit de familie veldsprinkhanen (Acrididae). De wetenschappelijke naam van dit geslacht is voor het eerst geldig gepubliceerd in 1983 door Jago.

## Soorten
Het geslacht Afrophlaeoba omvat de volgende soorten:
- Afrophlaeoba euthynota Jago, 1983
- Afrophlaeoba longicornis Jago, 1983
- Afrophlaeoba nguru Jago, 1983
- Afrophlaeoba usambarica Ramme, 1929